# Leon Karwacki

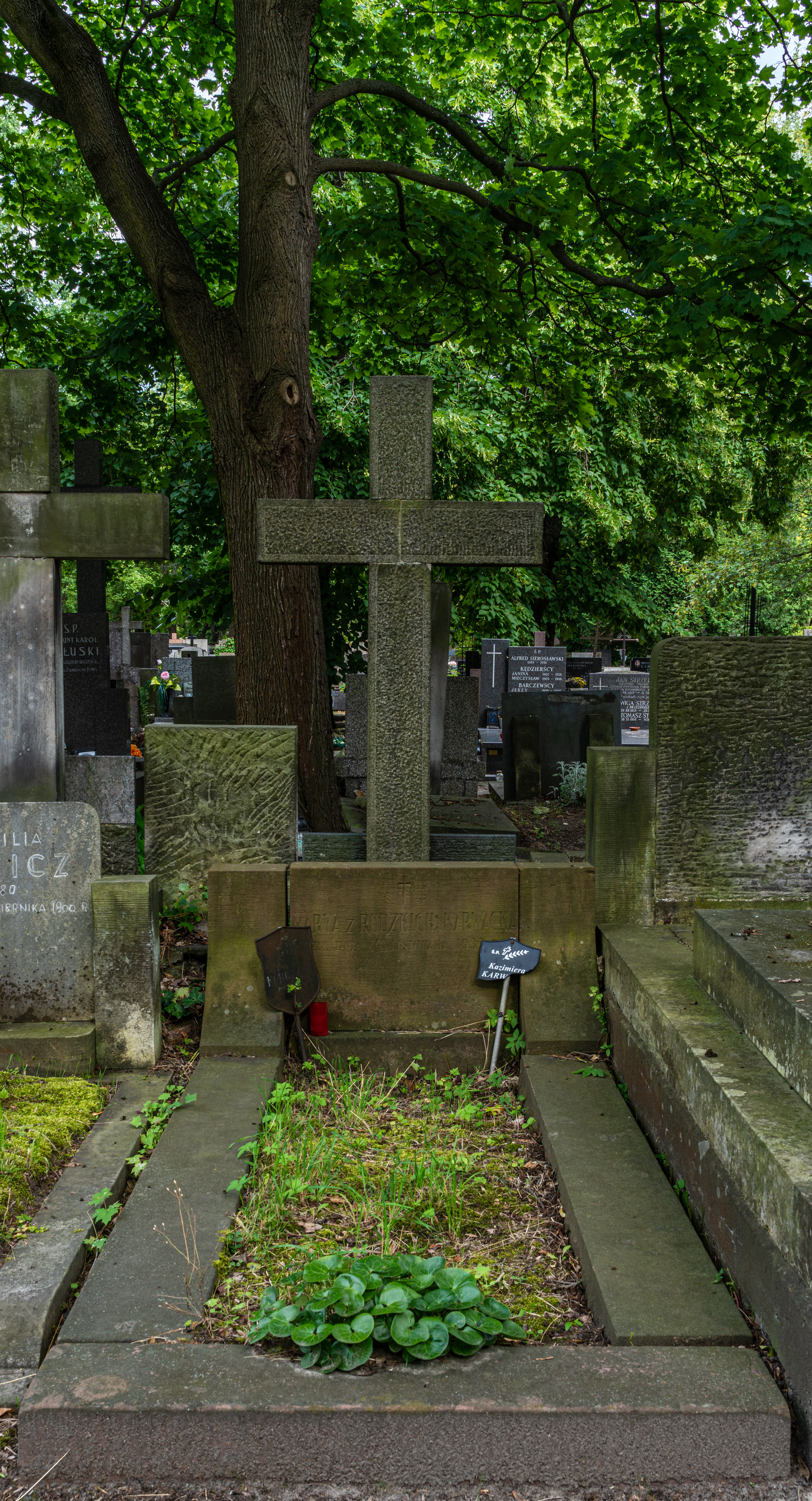
Grób Leona Karwackiego na cmentarzu Powązkowskim

Leon Paweł Karwacki (ur. 9 kwietnia 1871 we Włodawie, zm. 18 lutego 1942 w Warszawie) – polski mikrobiolog, docent patologii ogólnej i doświadczalnej Uniwersytetu Warszawskiego, pułkownik lekarz Wojska Polskiego.

## Życiorys
Urodził się 9 kwietnia 1871 we Włodawie, w rodzinie Józefa i Antoniny z Kostenewskich. W 1890 ukończył gimnazjum filologiczne w Chełmie, za wybitne osiągnięcia otrzymał złoty medal. Następnie studiował na Wydziale Lekarskim Cesarskiego Uniwersytetu Warszawskiego. Po otrzymaniu w 1895 dyplomu cum eximia laude kontynuował naukę w Pradze, a od 1898 w Instytucie Pasteura w Paryżu. W 1905 przeniósł się do Berlina, a następnie uczęszczał na roczne studia w Rzymie, po czym wyjechał do Warszawy, gdzie rozpoczął pracę jako asystent dr. Władysława Krajewskiego w Szpitalu Dzieciątka Jezus. Następnie pracował w pracowni serologicznej Towarzystwa Naukowego Warszawskiego, w 1912 przedstawił pracę doktorską z chorób wewnętrznych. Po wybuchu I wojny światowej został ordynatorem i kierownikiem pracowni chirurgicznej w lazarecie wojskowym, rok później został lekarzem naczelnym w szpitalu chorób zakaźnych, a następnie ordynatorem szpitala św. Stanisława (do 1937). 
W latach 1918–1928 służył w Wojsku Polskim, początkowo był ordynatorem w Szpitalu Ujazdowskim w Warszawie, równolegle zajmował podobne stanowisko w Wojskowym Szpitalu Zakaźnym. Od 1 czerwca 1921 jego oddziałem macierzystym była Kompania Zapasowa Sanitarna Nr 1 w Warszawie. 3 maja 1922 roku został zweryfikowany w stopniu pułkownika ze starszeństwem z 1 czerwca 1919 roku i 44. lokatą w korpusie oficerów sanitarnych, w grupie lekarzy. W tym samym roku uzyskał stopień doktora habilitowanego i rozpoczął pracę kierownika naukowego w Szpitalu Okręgowym Nr I, w Oddziale Chorób Zakaźnych przy ulicy Zakroczymskiej. Pełniąc służbę w Szpitalu Okręgowym Nr I pozostawał oficerem nadetatowym 1 Batalionu Sanitarnego w Warszawie. Od 1924 roku był profesorem na Uniwersytecie Warszawskim. Od 1926 poza Uniwersytetem Warszawskim wykładał również w Wolnej Wszechnicy Polskiej. W 1928 roku został przeniesiony w stan spoczynku. W 1934 roku pozostawał w ewidencji Powiatowej Komendy Uzupełnień Warszawa Miasto III. Posiadał przydział do Kadry Zapasowej 1 Szpitala Okręgowego w Warszawie.
Od 1901 był mężem Marii z Rudzkich (zm. 1933).
Na emeryturze pracował na uczelni jako konsultant. Zmarł w 1942 roku. Pochowany na cmentarzu Powązkowskim (kwatera 119-6-14).

## Członkostwo
- Członek Towarzystwa Naukowego Warszawskiego;
- Członek korespondent Polskiej Akademii Umiejętności w Krakowie.

## Dorobek naukowy
Leon Karwacki był wybitnym specjalistą w dziedzinie chorób zakaźnych i chorób wewnętrznych. Jako pierwszy w Polsce badał cykl rozwojowy prątka gruźliczego i opracował nowatorską koncepcję jego rozwoju. W 1903 jego badania dotyczyły anginy Plauta-Vincenta. Przez ćwierć wieku badał posocznice samoistne oraz schorzenia, którym towarzyszą.

### Najważniejsze prace naukowe
- Seriodiagnostyka spraw zakaźnych /1904/;
- Szczepienie ochronne i serodiagnostyka cholery /1906/;
- Badania nad morfologią i biologią krętków Obermeiera /1908/;
- Sputodiagnostyka /1910/;
- Zakażenie obiegu krwi przez prątki Kocha w gruźlicy doświadczalnej /1916/;
- Rumienie /1923/;
- Zakażenia entorokokowe /1927/;
- Etiologia i profilaktyka grypy /1927/;
- Prątek gruźlicy jako postać rozwojowa grzybka /1930/;
- O postaciach rozwojowych zarodka gruźlicy /1933/.

### Podręczniki
- „Zmienność biologiczna zarazka gruźlicy” /1934/;
- „Choroby wewnętrzne” /1936/;
- „Choroby zakaźne” III tom /1937/.

## Ordery i odznaczenia
- Krzyż Oficerski Orderu Odrodzenia Polski (30 kwietnia 1925)[8]
- Złoty Krzyż Zasługi (19 marca 1937)[9]
- Krzyż Komandorski Orderu Korony Włoch (Włochy)
- Kawaler Orderu Legii Honorowej (Francja)